# Династија Хонг Банг
Династија Хонг Банг (виј. thời kỳ Hồng Bàng) означава легендарни, полумитски период историје Вијетнама од уједињења племена Лак Виет (виј. Lạc Việt) у долини Црвене Реке 2879. п. н. е. до освајања од стране племенског савеза Ау Виет (виј. Âu Việt) под командом Ан Донг Вонга (виј. An Dương Vương) 258. п. н. е. Освајачи су основали краткотрајну државу Ау Лак (виј. Âu Lạc, 208-179 п. н. е), која је убрзо освојена од кинеске државе Јужни Јуе (кин: 南越 - Nányuè, 204-111 п. н. е) познате и као Нам Виет.
Вијетнамске хронике из 15. века тврде да је тај период почео са краљем Кином (виј. Kinh Dương Vương) као првим Хунг краљем (виј. Hùng Vương - храбри краљ), што је титула која се данас користи за античке владаре Вијетнама. Хунг краљ био је апсолутни владар у држави (тада познатој као Ксих Куи (виј. Xích Quỷ), а од 2524. п. н. е. Ван Ланг (виј. Văn Lang) и имао је, бар у теорији, неограничену власт над земљом и народом.
Историја епохе Хонг Банг обухвата 18 династија Хунг-краљева, груписаних у три културна периода:
- рани Хонг Банг (2879—1913. п. н. е),[4]
- средњи Хонг Банг (1912—1055 п. н. е),
- касни Хонг Банг (1054—258 п. н. е), период многих ратова.[5]

Цивилизација Хунг-краљева заснована на гајењу пиринча цветала је у делти Црвене Реке током већег дела бронзаног доба.

## Историја

### Прединастички период
Вијетнам, земља која се налази дуж источне обале континенталне југоисточне Азије, има дугу и бурну историју. Вијетнамски народ представља спој раса, језика и култура, чије елементе етнолози, лингвисти и археолози још увек разврставају. Вијетнамски језик даје неке назнаке о културној мешавини вијетнамског народа.
Подручје које је сада познато као Вијетнам било је насељено још од палеолита, а нека археолошка налазишта у провинцији Тањ Хоа наводно датирају од пре око пола милиона година. Праисторијски људи су непрекидно живели у локалним пећинама од око 6000 година пре нове ере, све док се нису развиле напредније материјалне културе. Познато је да су неке пећине биле дом многих генерација раних људи. Како је северни Вијетнам био место са планинама, шумама и рекама, број племена је растао између 5000 и 3000 година пре нове ере.
Током неколико хиљада година у млађем каменом добу, становништво је расло и проширило се на све делове Вијетнама. Већина древних људи живела је у близини река Хонг (Црвена), Ка и Ма. Вијетнамска племена су била примарна племена у то време. Њихова територија обухватала је модерне меридијанске територије Кине до обала реке Хонг на северној територији Вијетнама. Векови развоја цивилизације и привреде засноване на узгоју наводњеног пиринча подстакли су развој племенских држава и комуналних насеља.

### Први краљ Хунг
Легенда описује значајан политички догађај када је Лок Тук дошао на власт 2879. године пре нове ере. Лок Тук је забележен као потомак митског владара Шенонга. Он је консолидовао остала племена и успео да групише све вазалне државе (или аутономне заједнице) на својој територији у јединствену нацију. Лок Тук се прогласио Кин Дуонг Вуонг и назвао своју новорођену нацију Хонг Банг. Лок Тук је инаугурисао најранији монархијски режим, као и прву владајућу породицу по наследству у историји Вијетнама. Он се сматра претком краљева Хунг, оцем оснивачем Вијетнама и вијетнамским културним херојем који је заслужан за подучавање свог народа како да узгаја пиринач.